# Gerfalco
Gerfalco is een plaats (frazione) in de Italiaanse gemeente Montieri.

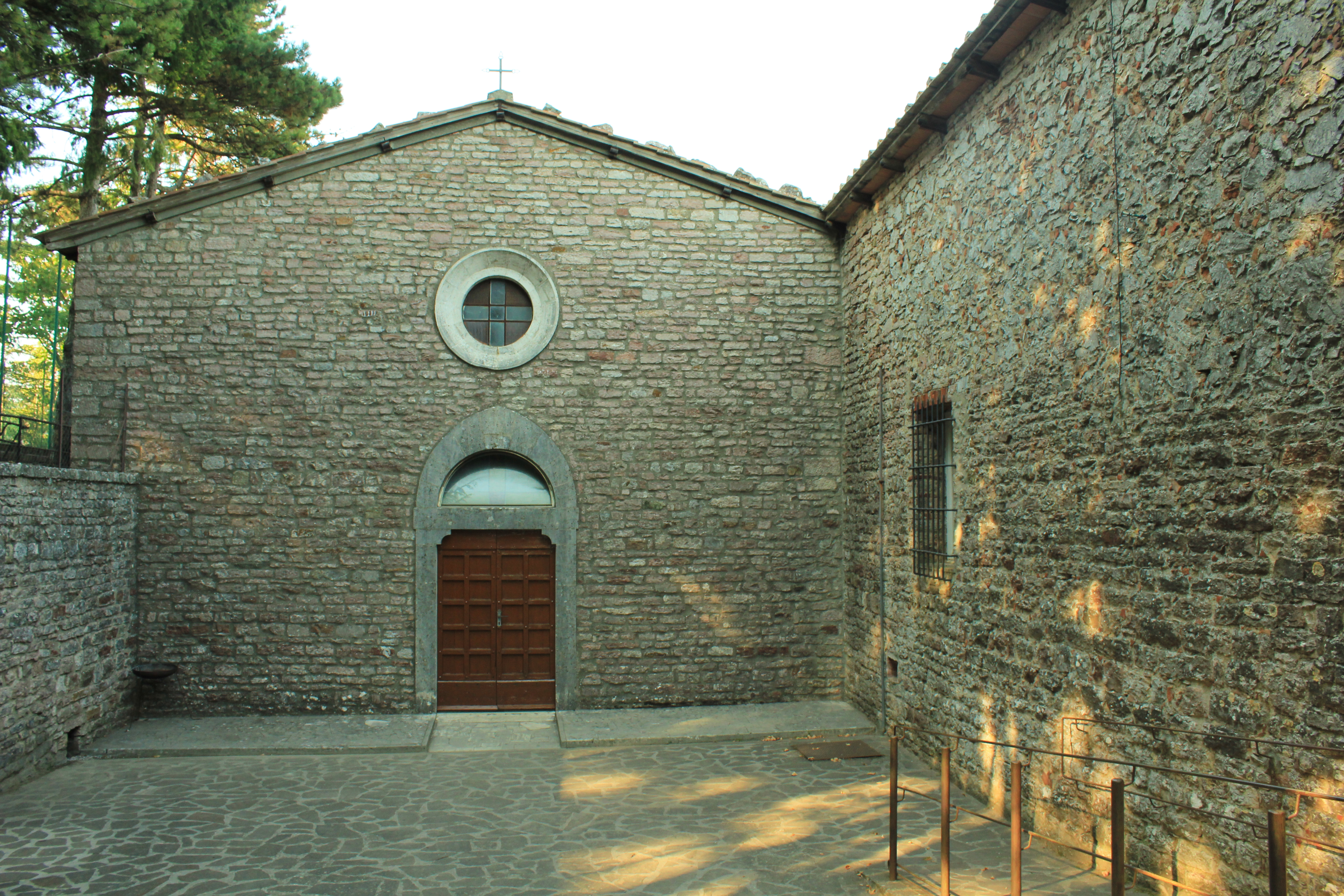
Kerk van Sant'Agosino